# Schweizer Alpine Skimeisterschaften 2009
Die Schweizer Alpinen Skimeisterschaften 2009 fanden vom 16. bis 22. März 2009 in St. Moritz statt.

## Herren

### Abfahrt
| Platz | Name                 | Zeit        |
| ----- | -------------------- | ----------- |
| 01    | Tobias Grünenfelder  | 1:21,07 min |
| 02    | Patrick Küng         | 1:21,16 min |
| 03    | Carlo Janka          | 1:21,59 min |
| 04    | Peter Strodl (GER)   | 1:21,64 min |
|       | Stefan Thanei (ITA)  | 1:21,64 min |
| 06    | Petr Záhrobský (CZE) | 1:21,70 min |
| 07    | Didier Défago        | 1:21,87 min |
| 08    | Jonas Fravi          | 1:22,03 min |
| 09    | Ami Oreiller         | 1:22,05 min |
| 10    | Sandro Viletta       | 1:22,06 min |

Datum: 18. März 2009

### Super-G
| Platz | Name                 | Zeit        |
| ----- | -------------------- | ----------- |
| 01    | Tobias Grünenfelder  | 1:21,07 min |
| 02    | Didier Cuche         | 1:21,16 min |
| 03    | Justin Murisier      | 1:21,59 min |
| 04    | Thomas Singer        | 1:21,64 min |
|       | Andreas Strodl (GER) | 1:21,64 min |
| 06    | Didier Défago        | 1:21,70 min |
| 07    | Carlo Janka          | 1:21,87 min |
| 08    | Beat Gafner          | 1:22,03 min |
| 09    | Peter Strodl (GER)   | 1:22,05 min |
| 10    | Jonas Fravi          | 1:22,06 min |

Datum: 20. März 2009

### Riesenslalom
| Platz | Name                | Zeit        |
| ----- | ------------------- | ----------- |
| 01    | Didier Cuche        | 1:55,76 min |
| 02    | Sandro Viletta      | 1:55,84 min |
| 03    | Jukka Leino (FIN)   | 1:56,10 min |
| 04    | Marc Berthod        | 1:56,19 min |
| 05    | Tobias Grünenfelder | 1:56,97 min |
| 06    | Marc Gini           | 1:57,04 min |
| 07    | Manuel Pleisch      | 1:57,31 min |
| 08    | Patrick Küng        | 1:57,43 min |
| 09    | Ami Oreiller        | 1:57,57 min |
| 10    | Markus Vogel        | 1:57,76 min |

Datum: 21. März 2009

### Slalom
| Platz | Name                | Zeit        |
| ----- | ------------------- | ----------- |
| 01    | Marc Gini           | 1:34,14 min |
| 02    | Jukka Leino (FIN)   | 1:34,25 min |
| 03    | Sandro Viletta      | 1:34,51 min |
| 04    | Urs Imboden (MDA)   | 1:34,76 min |
| 05    | Stefan Kogler (GER) | 1:34,94 min |
| 06    | Mauro Caviezel      | 1:35,51 min |
| 07    | Moreno Testorelli   | 1:35,74 min |
| 08    | Jan Seiler          | 1:36,17 min |
| 09    | Dimitri Cuche       | 1:36,56 min |
| 10    | Marc Gisin          | 1:36,67 min |

Datum: 22. März 2009

### Super-Kombination
| Platz | Name                | Zeit        |
| ----- | ------------------- | ----------- |
| 01    | Silvan Zurbriggen   | 2:18,89 min |
| 02    | Carlo Janka         | 2:19,09 min |
| 03    | Ami Oreiller        | 2:19,69 min |
| 04    | Thomas Singer       | 2:19,78 min |
| 05    | Didier Défago       | 2:20,02 min |
| 06    | Yoan Jaquet         | 2:20,15 min |
| 07    | Jonas Fravi         | 2:20,55 min |
| 08    | Siegmar Klotz (ITA) | 2:20,59 min |
|       | Aronne Pieruz (ITA) | 2:20,59 min |
| 10    | Hannes Wagner (GER) | 2:20,75 min |

Datum: 19. März 2009

## Damen

### Abfahrt
| Platz | Name                     | Zeit        |
| ----- | ------------------------ | ----------- |
| 01    | Daniela Ceccarelli (ITA) | 1:37,87 min |
| 02    | Lucia Recchia (ITA)      | 1:38,05 min |
| 03    | Camilla Borsotti (ITA)   | 1:38,20 min |
| 04    | Martina Schild           | 1:38,48 min |
| 05    | Johanna Schnarf (ITA)    | 1:39,04 min |
| 06    | Dominique Gisin          | 1:39,16 min |
| 07    | Marianne Abderhalden     | 1:39,25 min |
| 08    | Nadja Vogel              | 1:40,04 min |
|       | Jessica Pünchera         | 1:40,04 min |
| 10    | Wendy Holdener           | 1:40,17 min |

Datum: 19. März 2009

### Super-G
| Platz | Name                     | Zeit        |
| ----- | ------------------------ | ----------- |
| 01    | Fabienne Suter           | 1:24,74 min |
| 02    | Lucia Recchia (ITA)      | 1:24,98 min |
| 03    | Nadja Kamer              | 1:25,02 min |
| 04    | Fränzi Aufdenblatten     | 1:25,15 min |
| 05    | Daniela Merighetti (ITA) | 1:25,26 min |
| 06    | Andrea Dettling          | 1:25,37 min |
| 07    | Nadia Styger             | 1:25,74 min |
| 08    | Daniela Ceccarelli (ITA) | 1:25,93 min |
| 09    | Dominique Gisin          | 1:26,10 min |
| 10    | Martina Schild           | 1:26,15 min |

Datum: 20. März 2009

### Riesenslalom
| Platz | Name                 | Zeit        |
| ----- | -------------------- | ----------- |
| 01    | Rabea Grand          | 2:07,82 min |
| 02    | Tina Weirather (LIE) | 2:07,99 min |
| 03    | Fabienne Suter       | 2:08,18 min |
| 04    | Fränzi Aufdenblatten | 2:08,37 min |
| 05    | Sandra Gini          | 2:08,48 min |
| 06    | Dominique Gisin      | 2:08,60 min |
| 07    | Marianne Abderhalden | 2:08,70 min |
| 08    | Fabienne Janka       | 2:09,35 min |
| 09    | Andrea Dettling      | 2:09,37 min |
| 10    | Martina Schild       | 2:03,09 min |

Datum: 22. März 2009

### Slalom
| Platz | Name                    | Zeit        |
| ----- | ----------------------- | ----------- |
| 01    | Jessica Pünchera        | 1:46,24 min |
| 02    | Sandra Gini             | 1:46,51 min |
| 03    | Rabea Grand             | 1:46,85 min |
| 04    | Nadja Vogel             | 1:47,46 min |
| 05    | Karen Persyn (BEL)      | 1:47,56 min |
| 06    | Michaela Nösig (AUT)    | 1:47,70 min |
| 07    | Denise Feierabend       | 1:47,80 min |
| 08    | Camilla Borsotti (ITA)  | 1:48,54 min |
| 09    | Eliane Volken           | 1:48,58 min |
| 10    | Verena Höllbacher (AUT) | 1:48,65 min |

Datum: 21. März 2009

### Super-Kombination
| Platz | Name                     | Zeit        |
| ----- | ------------------------ | ----------- |
| 01    | Jessica Pünchera         | 2:23,79 min |
| 02    | Marianne Abderhalden     | 2:24,08 min |
| 03    | Johanna Schnarf (ITA)    | 2:24,12 min |
| 04    | Andrea Dettling          | 2:24,61 min |
| 05    | Nadja Kamer              | 2:25,05 min |
| 06    | Enrica Cipriani (ITA)    | 2:25,46 min |
| 07    | Dominique Gisin          | 2:25,76 min |
| 08    | Daniela Merighetti (ITA) | 2:25,84 min |
| 09    | Fränzi Aufdenblatten     | 2:26,28 min |
| 10    | Denise Feierabend        | 2:26,42 min |

Datum: 18. März 2009